# アラディア、あるいは魔女の福音

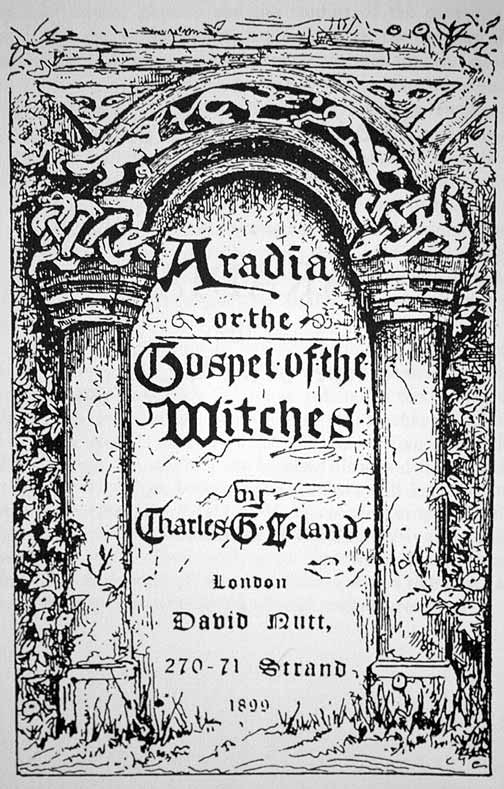
『魔女の福音』表紙

『アラディア、あるいは魔女の福音』（アラディア あるいはまじょのふくいん、Aradia, or the Gospel of the Witches）は、チャールズ・ゴッドフリー・リーランドの著書。1889年刊。
新異教主義（ネオ・ペイガニズム）の発展に大きな役割を果たした。同書に登場する女神アラディアはウイッカの信仰に取り込まれ、崇拝対象の一柱となっている。
リーランドによれば、1886年にイタリアのトスカーナでマッダレーナという魔女から古代魔術の秘伝を記した写本があると教えられた。民俗学者であるリーランドは、彼女に民俗学研究に役立つ素材を探すよう頼んでいるが、これに応えてマッダレーナが示したのが『魔女の福音』であった。
しかしながら本書が実際に古来からの伝承を収めたものかどうかは疑わしいとされる。リーランドは実際に写本を見たわけではなく、マッダレーナが述べる内容を記録しただけであり、見てはいてもそれは彼女が書いた原稿である。また、彼女がリーランドに話して聞かせたという事実は記録に残されておらず、『魔女の福音』そのものが偽作である可能性すらある。
リーランドはジュール・ミシュレの、魔女が政治的に抑圧され封建主義に反乱した人々であるという説に強く影響されており、そうした考えは『魔女の福音』にもあらわれている。例えば、アラディアは母神ディアナにより圧制におかれた魔女達を救うために遣わされる。ジェフリー・バートン・ラッセルは自著『魔術の歴史』のなかでリーランドが、マッダレーナの話からミシュレ的要素を読み取ろうとしていたことを指摘している。問題はマッダレーナ側にもあった可能性がある。人類学において、地元の人が研究者に喜ばれようとして、研究者が求めている内容のものを提供する例はよく知られている。